# Mont Sângbé Nationalpark
Mont Sângbé Nationalpark (også stavet Mount Sangbé nationalpark) er en nationalpark i Elfenbenskysten, fik nationalparkstatus i 1976. Encyclopædia Britannica opregner den blandt "verdens vigtigste nationalparker".

## Geografi
Nationalparken ligger i Monts du Toura, en række bjerge vest for Sassandrafloden. Det har et areal på 950 km2 og ligger nord for distriktshovedstaden i distriktet Montagnes, Man, mellem byerne Biankouma og Touba. Den ligger i et barsk terræn i den østlige ende af højlandskæden, der strækker sig gennem Guinea og det nordlige Liberia. Der er mange granitbjerge (inselbergs) og toppe, der når over 700 moh. Den årlige nedbør er i gennemsnit 1.350 mm.

### Flora og fauna
Parkens vegetation er hovedsageligt tæt savanneskov, med nogle små pletter af løvskov, enten som skovøer eller som galleriskov. Der findes to typer savanne i den sydlige del af parken. På veldrænet jord dominerer græsserne Brachiaria serrata og Andropogon macrophyllus sammen med de vigtigste træarter Daniellia oliveri og Lophira lanceloata. De nordlige dele er tørrere og understøtter sudansk skov, hvor træet Isoberlinia doka er rigeligt.
Parken huser en række truede pattedyr, som vestlig chimpanse, sort-hvid colobusabe, cercocebus atys, dianamarekat, ebians palmeegern, afrikansk linsang, afrikansk elefant, vanddværghjort, afrikansk bøffel, forskellige antilopearter f.eks kongeantilope, oribi, bohor rørbuk, kob, vandbuk, koantilope og hesteantilope.
Der er to krokodiller, der er truede: slank-snudet krokodille og dværgkrokodille. Fuglefaunaen er ikke grundig undersøgt, men omfatter arter som beninbulbul og smaragdglansstær. Parken er blevet udpeget som et vigtigt fugleområde (IBA) af BirdLife International, fordi den understøtter betydelige bestande af mange fuglearter.

#### Store aber
Herbinger og Lia (upubliceret, 2001) gennemførte en vestlig chimpanseundersøgelse i Mont Sangbe National Park i maj 2001, hvor de fandt en befolkning på 235-260 individer i et undersøgelsesområde, der dækker mindre end 5% af parkens samlede areal, en befolkningstæthed på 5,7 chimpanser pr. km². 